# Farbror Blås nya båt
För filmen som bygger på boken, se Farbror Blås nya båt (film).
Farbror Blås nya båt är en barnbok, skriven av Elsa Beskow 1942.
Farbror Blå gör en båtutfärd till en liten holme med tant Grön, tant Brun och tant Gredelin samt barnen Petter och Lotta. Då de vuxna sover middag lånar barnen båten, de tappar årorna och kommer på drift. Då de inte är tillbaka ens nästa dag så tror tanterna och Farbror Blå att barnen drunknat. Barnen mår dock bra och finns i grannstaden där de försöker tjäna pengar till nya åror.
Skildringen av hur tanterna reagerar när de och farbror Blå finner sig strandsatta på en öde ö belyser på ett utmärkt sätt skillnaderna mellan dem; den naturintresserade och handlingskraftiga Grön hjälper farbror Blå att bygga en koja där tanterna kan tillbringa natten, den husmoderliga Brun sköljer av porslinet som de ätit på under utfärden - men den sjåpiga Gredelin, hon sitter bara och jämrar sig.